# Metástasis
Metástasis (spanisch für „Metastase(n)“ von altgriechisch μετάστασις, „Wanderung“), Eigenschreibweise MetAsTasis, ist ein spanischsprachiges Remake der erfolgreichen Dramaserie Breaking Bad. Die kolumbianisch-US-amerikanische Co-Produktion wurde ab 2014 in den USA, Kolumbien und einigen anderen mittel- und südamerikanischen Ländern ausgestrahlt. In den Hauptrollen sind Diego Trujillo als Walter Blanco (Walter White) und Roberto Urbina als José Miguel Rosas (Jesse Pinkman) zu sehen. Die speziell für den latein- und hispanoamerikanischen Markt konzipierte Neuverfilmung orientiert sich stark am Serienoriginal, was bei vielen Fans von Breaking Bad für Unverständnis sorgte.

## Handlung
Der Chemielehrer Walter Blanco erhält eine Lungenkrebsdiagnose und beginnt gemeinsam mit seinem Ex-Schüler José Miguel Rosas mit der Zubereitung von Crystal Meth.
Das Drehbuch beruht streng auf der AMC-Originalserie Breaking Bad und weicht selten von der Vorlage ab. Sogar die Namen der Hauptfiguren erinnern bewusst stark an das Original (siehe Besetzung). Angesiedelt ist die Handlung in und um die kolumbianische Hauptstadt Bogotá.

## Produktion

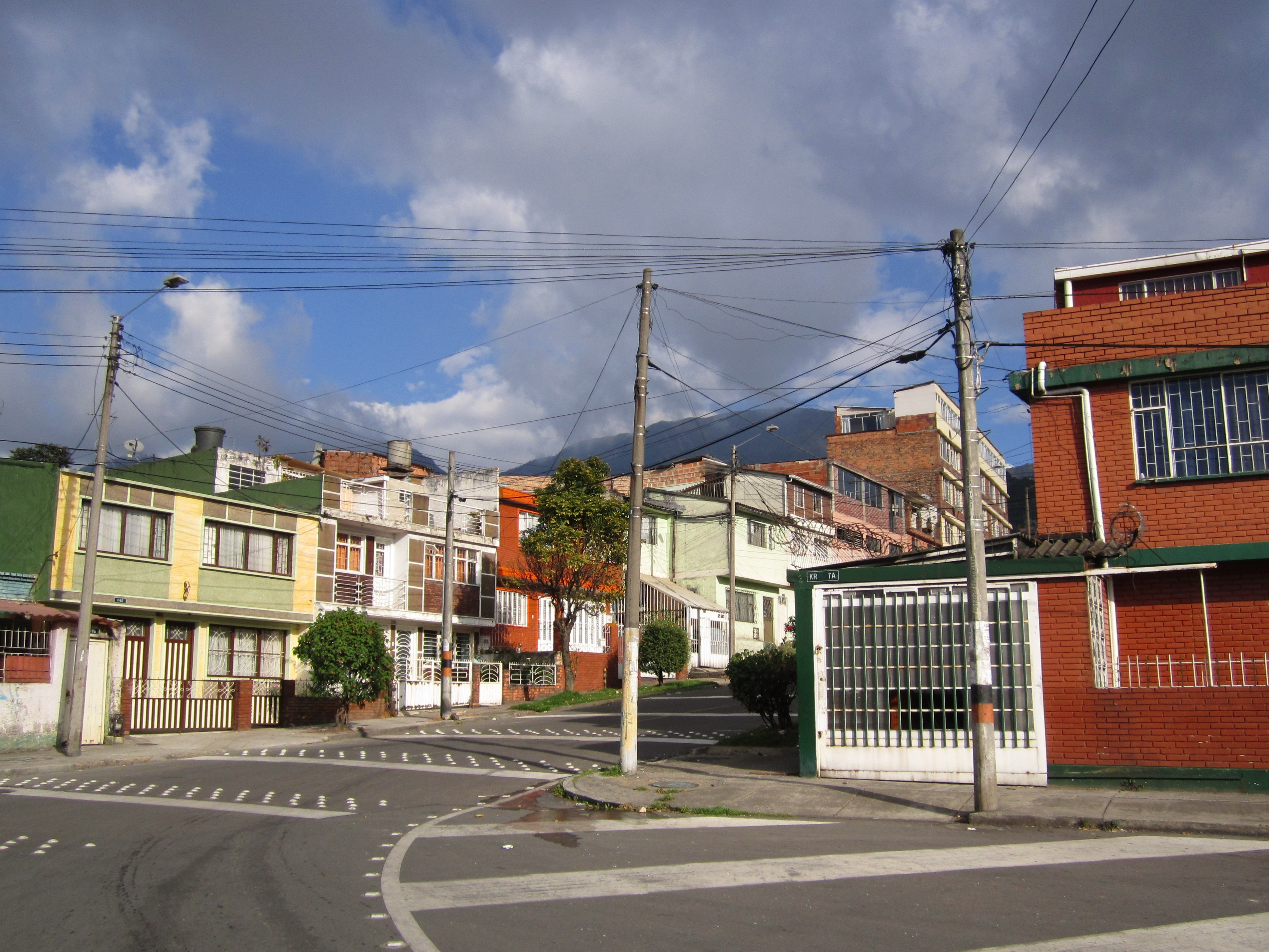
Die Barrios von Bogotá ersetzen die Vororte von Albuquerque …

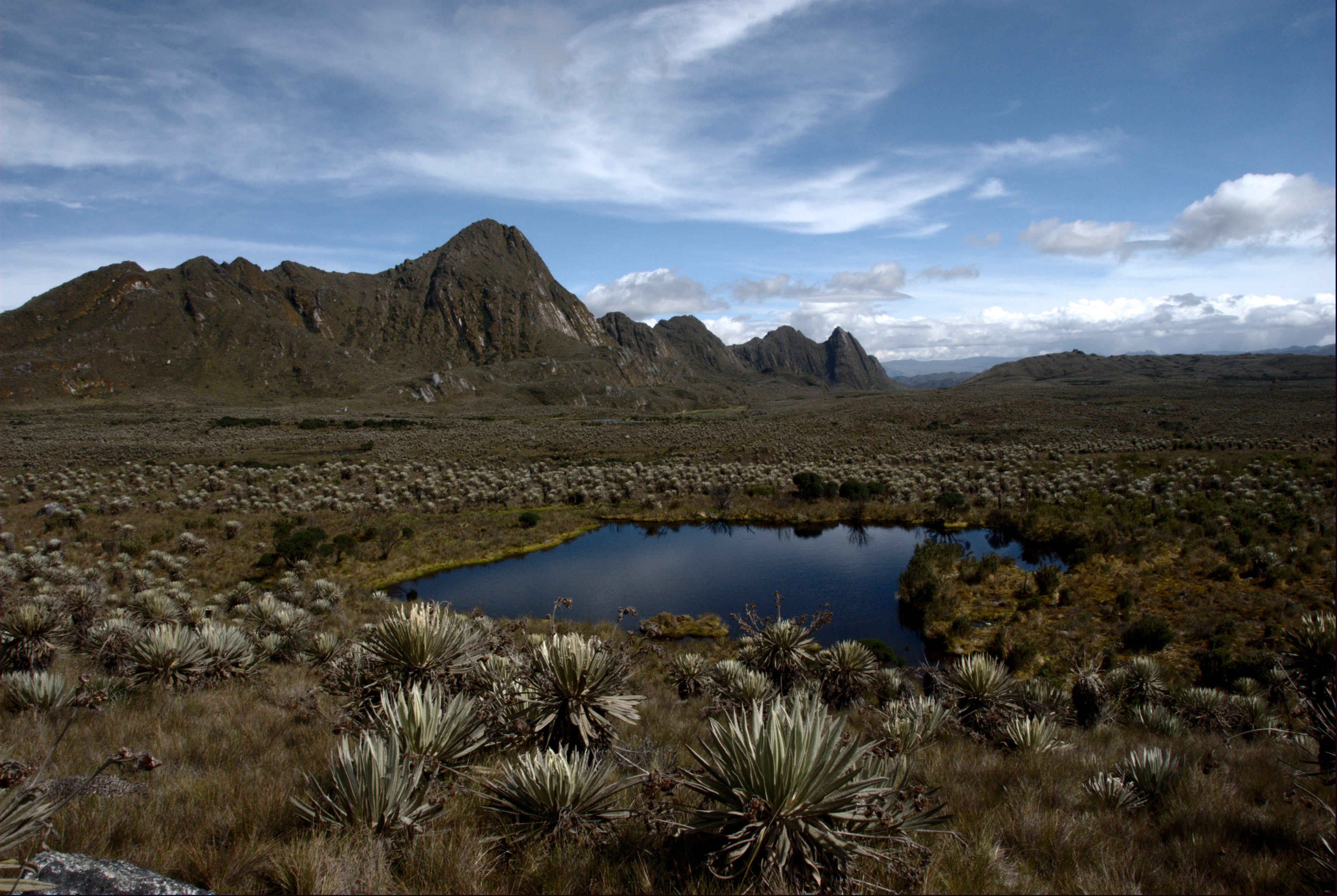
… und der kolumbianische Páramo die Wüste von New Mexico als Handlungsort.

Nachdem Univision ein Remake bereits angekündigt hatte, bestätigten Sony Pictures Television und die kolumbianische Produktionsfirma Teleset am 13. Mai 2013 eine Neuverfilmung von Breaking Bad unter dem Titel Metástasis. Sony-TV-Vizerektorin Angelica Guerra begründete diese Entscheidung mit der Universalität der Geschichte und ihrer Charaktere sowie dem hohen Potenzial für den lateinamerikanischen Markt. Breaking Bad erreiche im mittel- und südamerikanischen Raum keine hohen Publikumszahlen, was großteils auf die mangelnde Verbreitung von Kabelfernsehen zurückzuführen sei. Darüber hinaus versprach man eine hochwertige Produktion mit großem Budget, spektakulären Drehorten und einer hochkarätigen Besetzung.
Auf Geheiß Sonys wurde die Originalserie beinahe wortwörtlich nachgestellt. Darüber, ob Vince Gilligan, Schöpfer der Originalserie, den Machern als Ratgeber zur Verfügung stand, existieren unterschiedliche Angaben. Als die Dreharbeiten in Bogotá begannen, hatte Breaking Bad bereits zahlreiche Auszeichnungen gewonnen und erfreute sich, anders als von Angelica Guerra behauptet, auch in Lateinamerika großer Beliebtheit. Bereits das erste publizierte Produktionsfoto, das Walter Blanco in Unterhosen in der Wildnis stehend zeigt, ließ vermuten, dass das Remake sehr nah an der Vorlage sein würde. Die Regie übernahmen Andy Baiz und Andrés Biermann.

## Besetzung
Die Rollen wurden ausschließlich durch Schauspieler aus dem lateinamerikanischen Raum, überwiegend aus dem Produktionsland Kolumbien, besetzt. Aufgelistet sind alle Figuren mit mindestens fünf Auftritten (inklusive Rückblenden).
| Rolle                    | Schauspieler        | Anzahl Episoden | Staffel | Name in Breaking Bad     |
| ------------------------ | ------------------- | --------------- | ------- | ------------------------ |
| Walter Blanco/Heisenberg | Diego Trujillo      | 62              | 1–5     | Walter White             |
| José Miguel Rosas        | Roberto Urbina      | 62              | 1–5     | Jesse Pinkman            |
| Cielo Blanco             | Sandra Reyes        | 61              | 1–5     | Skyler White             |
| Walter Blanco Jr.        | Diego Garzon        | 53              | 1–5     | Walter White Jr.         |
| Henry Navarro            | Julián Arango       | 51              | 1–5     | Hank Schrader            |
| María Navarro            | Constanza Camelo    | 51              | 1–5     | Marie Schrader           |
| Saúl Bueno               | Luis Eduardo Arango | 36              | 2–5     | Saul Goodman             |
| Gómez                    | Julio Pachón        | 33              | 1–5     | Steven Gomez             |
| Mario Rojas              | Edgardo Roman       | 25              | 2–5     | Mike Ehrmantraut         |
| Gustavo Cortés           | Manuel Gomez        | 24              | 2–4     | Gustavo Fring            |
| Pedrito el Tripaseca     | Jairo Ordoñez       | 15              | 1–5     | Skinny Pete              |
| Ernesto Medina           | Juan Carlos Messier | 13              | 2–5     | Ted Beneke               |
| „Peto“                   | Jorge Soto          | 11              | 5       | Todd Alquist             |
| Juana Maldonado          | Julieth Restrepo    | 9               | 2–3     | Jane Margolis            |
| Carmen Molina            | Patricia Castaño    | 9               | 1–3, 5  | Carmen Molina            |
| Lidia Barrera            | Diana Angel         | 9               | 5       | Lydia Rodarte-Quayle     |
| Héctor Salamanca         | Frank Ramírez       | 8               | 2–4     | Héctor Salamanca         |
| Guido Bermudez           | Matias Maldonado    | 7               | 3–4     | Gale Boetticher          |
| Tío Joaquin              | Morris Bravo        | 7               | 5       | Jack Welker              |
| Leonel Salamanca         | Oscar Luis Medina   | 7               | 3–4     | Leonel Salamanca         |
| Marco Salamanca          | Luis Oscar Medina   | 5               | 3       | Marco Salamanca          |
| Marcela Negro            | Silvia de Dios      | 5               | 1, 2, 5 | Gretchen Schwartz        |
| „El Gordo“               | Ulises Gonzalez     | 5               | 1–3     | Christian „Combo“ Ortega |
| Bogdan                   | Julio Sastoque      | 5               | 1, 3, 4 | Bogdan Wolynetz          |

## Hintergründe
Die Neuverfilmung ist Breaking Bad originalgetreu nachgestellt, sodass sich die inhaltlichen Unterschiede größtenteils in Grenzen halten. In einigen Punkten wurde das Remake jedoch für den lateinamerikanischen Markt angepasst.
- Der spanische Titel Metástasis nimmt Bezug auf Walter Blancos Krebserkrankung.

- Das Logo der Serie unterscheidet sich hinsichtlich der hervorgehobenen chemischen Elemente. Während bei Breaking Bad die Elementsymbole Br (Brom) und Ba (Barium) in den Vordergrund treten, sind es bei Metástasis As (Arsen) und Ta (Tantal).[7] Alle vier Elemente spielen bei der Synthese von Methamphetamin keine Rolle.
- Die Handlung wurde von Albuquerque, New Mexico nach Bogotá, Kolumbien verlegt.[2]
- Die Namen der Figuren wurden im Hinblick auf den spanischen Sprachraum umgestaltet. Cielo, der Vorname von Walters Frau bedeutet Himmel und ist somit an den Originalnamen Skyler angelehnt. Weitere Beispiele sind Saúl Bueno (im Original Saul Goodman) oder Edgar und Marcela Negro (Elliott und Gretchen Schwartz).
- Einige der ursprünglich mexikanischen Charaktere behielten ihre Namen, so etwa Héctor und Tuco Salamanca, Andrea Cantillo oder Carmen Molina.
- Walters Pseudonym „Heisenberg“ bleibt in Metástasis gleich.[7]
- Ein Großteil der Dialoge wurde wortwörtlich übersetzt, so etwa die vielzitierten „I am the danger“ („¡Yo soy el peligro!“) und „Say my name“ („¡Diga mi nombre!“).[8] Jesse Pinkmans Catchphrase „Yeah, bitch“ wurde hingegen nicht übernommen.[9]
- Das Wohnmobil (original: RV), in dem die beiden Protagonisten anfangs Meth kochen, wurde in Metástasis durch einen ausrangierten Schulbus ersetzt. Hintergrund ist das weitgehende Fehlen von Wohnmobilen in Kolumbien.[5]
- Anwalt Saúl Bueno hat eine eigene Talkshow im Fernsehen („Cuéntele a Saúl“), während sich Saul Goodman in Breaking Bad mit billigen Werbespots begnügen muss.[9]
- Anstelle eines Güterzugs (siehe Breaking Bad/Staffel 5) werden im Remake zwei Trucks ausgeraubt.[10]
- Das Lied Negro y Azul, das im Original eine Episode der zweiten Staffel einleitet, wurde durch Vals de Jaisenber, eine kolumbianische Komposition, ersetzt. Die fiktive Band, die das Lied zum Besten gibt, heißt Cuates de la Roca.[10]
- Anders als im Original haben die Blancos keinen Swimmingpool hinter ihrem Haus.[10]
- Henry Navarro, die kolumbianische Version von DEA-Agent Hank Schrader, ist Mitarbeiter der Policía Nacional de Colombia.[9]
- Die Mitglieder der White-Power-Gang um Jack Welker gehören in Metástasis einer rechtsextrem-paramilitärischen Gruppierung an.[9]
- Die Art der Schädlingsbekämpfung, wie sie in der fünften Staffel von Breaking Bad gezeigt wird, ist in Kolumbien nicht üblich. Aus diesem Grund kochen Walter und José in baufälligen Häusern, die auf ihren Abbruch warten.[9]
- Im Gegensatz zu Jesse Pinkman, der sich von seiner Familie entfremdet, ist José Miguel Rosas adoptiert.[9]
- Dank der leichteren Herstellung von Kokain ist Methamphetamin in Kolumbien nicht weit verbreitet. Deshalb gibt es in Metástasis eine Szene, in der Henry Navarro Cielo Blanco erklärt, worum es sich bei der Droge handelt.[9]
- Walter Blanco versteckt sich vor dem letzten Showdown der Serie in den kolumbianischen Anden, während Walter White in New Hampshire untertaucht.[9]
- Während Walter White an einer öffentlichen Highschool unterrichtet, lehrt Walter Blanco an einer Privatschule. In den meisten lateinamerikanischen Ländern lassen sich Privatschulen eher leisten als in den USA und sind insgesamt mehr besucht.[10]

## Ausstrahlung
Die Erstausstrahlung von Metástasis erfolgte in den USA am 8. Juni 2014 – gut acht Monate nach der letzten Breaking-Bad-Episode – auf UniMás. In Kolumbien startete die Sendung am 13. Januar 2015 auf Caracol Televisión. Die Ausstrahlung fand anders als beim amerikanischen Original montags bis freitags im Stil einer Telenovela statt. So konnte die komplette Serie innerhalb von nur dreieinhalb Monaten gesendet werden. Das Finale wurde am 18. September 2014 auf UniMás und am 13. April 2015 auf Caracol TV ausgestrahlt.
Die Serie wurde an viele lateinamerikanische Märkte verkauft, unter anderem nach Mexiko (Canal 5), Guatemala (Canal 3), Puerto Rico (Univision), El Salvador (Canal 6) und an die Dominikanische Republik (Telemicro). Online ist die Serie auf Hulu und seit Juni 2015 auch auf Netflix zu sehen, wo auch die Originalserie verfügbar ist. Auf Netflix stehen außerdem englische Untertitel zur Verfügung.

## Rezeption
Bereits vor Ausstrahlung der Serie sorgte Metástasis für reichlich Gesprächsstoff. Besonders die extremen Ähnlichkeiten zur Vorlage ernteten reichlich Spott in der Online-Community. So bezeichnete etwa das britische Webportal SQ die Serie nur aufgrund der Prämisse als „schlechteste Show der TV-Geschichte“. In der New York Times hieß es dagegen, man sei sich als Breaking Bad-Fan durchaus bewusst, mit der Neuverfilmung eine schwächere Version vor sich zu haben, gleichzeitig aber so beschäftigt damit, die beiden zu vergleichen („Halo effect“), dass kaum Zeit bleibe, sich an der routinierten, aber durchaus kompetenten Kinematografie zu stören. Kritisiert wurde hingegen das Fehlen von Untertiteln für den angloamerikanischen Zuseher.
Laura Martínez schrieb für die spanischsprachige Ausgabe von CNET, anfangs skeptisch gewesen zu sein, dass sich ihre Meinung nach Sehen der Show aber geändert habe. Obwohl nicht die erste lateinamerikanische Adaption einer US-Serie, sei Metástasis doch die erste, die mit solcher Sorgfalt gedreht wurde.
Das Publikum reagierte auch in Kolumbien zunächst wenig euphorisch auf die Ankündigung eines Breaking-Bad-Remakes. Hauptdarsteller Diego Trujillo erklärte, es gebe eine „kulturelle Schande“ in seinem Heimatland, was die Verfilmung von US-Serien betrifft, hauptsächlich der mangelnden Qualität der Remakes geschuldet. Das Schwierigste an der Umsetzung von Metástasis sei die moralische Komplexität der Materie gewesen, ebenso bekundete Seifenopern-Star Trujillo, noch nie eine „multidimensionale“ Figur wie Walter Blanco verkörpert zu haben. Darsteller Roberto Urbina meinte, die Sendung sei für all jene konzipiert, die Breaking Bad nicht kennen. Als großer Verehrer der Originalserie fügte er hinzu, dass Fans des amerikanischen Originals kaum umhinkämen, beide Serien zu vergleichen und das Remake zu kritisieren.

«Metástasis es una adaptación que tiene su propia identidad, no se trata de que sea una copia. El objetivo es tomar una historia y volverla propia. La realidad suburbana de Albuquerque es muy diferente a la de Bogotá, lo que le da unos tintes distintos a la serie.»

„Metástasis ist eine Adaption mit einer eigenen Identität, nicht bloß eine Kopie. Das Ziel ist es, eine Geschichte zu nehmen und sie sich zu Eigen zu machen. Die Realität in den Vororten von Albuquerque unterscheidet sich sehr von jener in Bogotá, was der Serie einen anderen Farbton verleiht.“

Die kolumbianische Website El Parcero lobte insbesondere die Darstellungen von Trujillo und Constanza Camelo als María Navarro (Marie Schrader). Insgesamt stand man dem Remake wohlwollend gegenüber und resümierte mit der rhetorischen Frage „Metástasis, ¿Un cáncer benigno?“ („Metástasis, ein gutartiger Krebs?“). In Kolumbien konnte die Serie sogar einige Preise gewinnen, unter anderem erhielt Frank Ramírez postum einen Premio India Catalina für seine Rolle als Héctor Salamanca. In der Filmdatenbank IMDb erhält die Serie eine durchschnittliche Bewertung von 3,3 von 10 Punkten basierend auf über 900 Bewertungen.
Im August 2016 gab Walter-White-Darsteller Bryan Cranston bekannt, Metástasis nie gesehen zu haben. Außerdem habe er keine Ahnung, inwiefern sich die Neuverfilmung von Breaking Bad unterscheide. Ähnliches galt für Skyler-Darstellerin Anna Gunn, die zugab, noch nie von ihrem kolumbianischen Gegenpart Sandra Reyes gehört zu haben. Sie bekundete dennoch Interesse, sich deren Performance eines Tages anzusehen.